# زرشک ناجوربرگ
زرشک ناجوربرگ (نام علمی: Berberis heterophylla) نام یک گونه از سرده زرشک است.